# Peigneur de chanvre
Un peigneur de chanvre était un artisan qui peignait et démêlait la filasse de chanvre.

## Étymologie et termes locaux

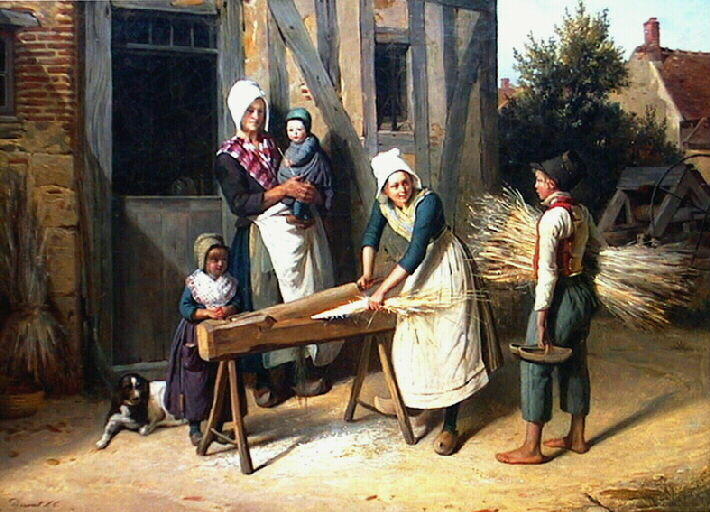
Paysans occupés à préparer le chanvre devant la porte d'une chaumière, Pierre Duval Le Camus (1790-1854), Musée d'Art et d'Histoire de Lisieux.

Un peigneur de chanvre était appelé :
- barbançon dans le Morvan ;
- brustiaire, mot occitan (brustia désigne le peigne à chanvre), dans le Briançonnais[1] ;
- ferrandier dans le Nivernais[2], où le terme était en usage jusqu'au milieu du XIXe siècle[3] ; son étymologie est incertaine mais on sait que le peigne aux dents de fer utilisé par le ferrandier pour démêler les fibres du chanvre s'appelait un séran ou serrand[4] ; d'autre part, sérancer, c'est-à-dire diviser la filasse, se disait férander dans le Blaisois et en Sologne[5] ;
- pignard en Franche-Comté et en Bugey.

## Histoire

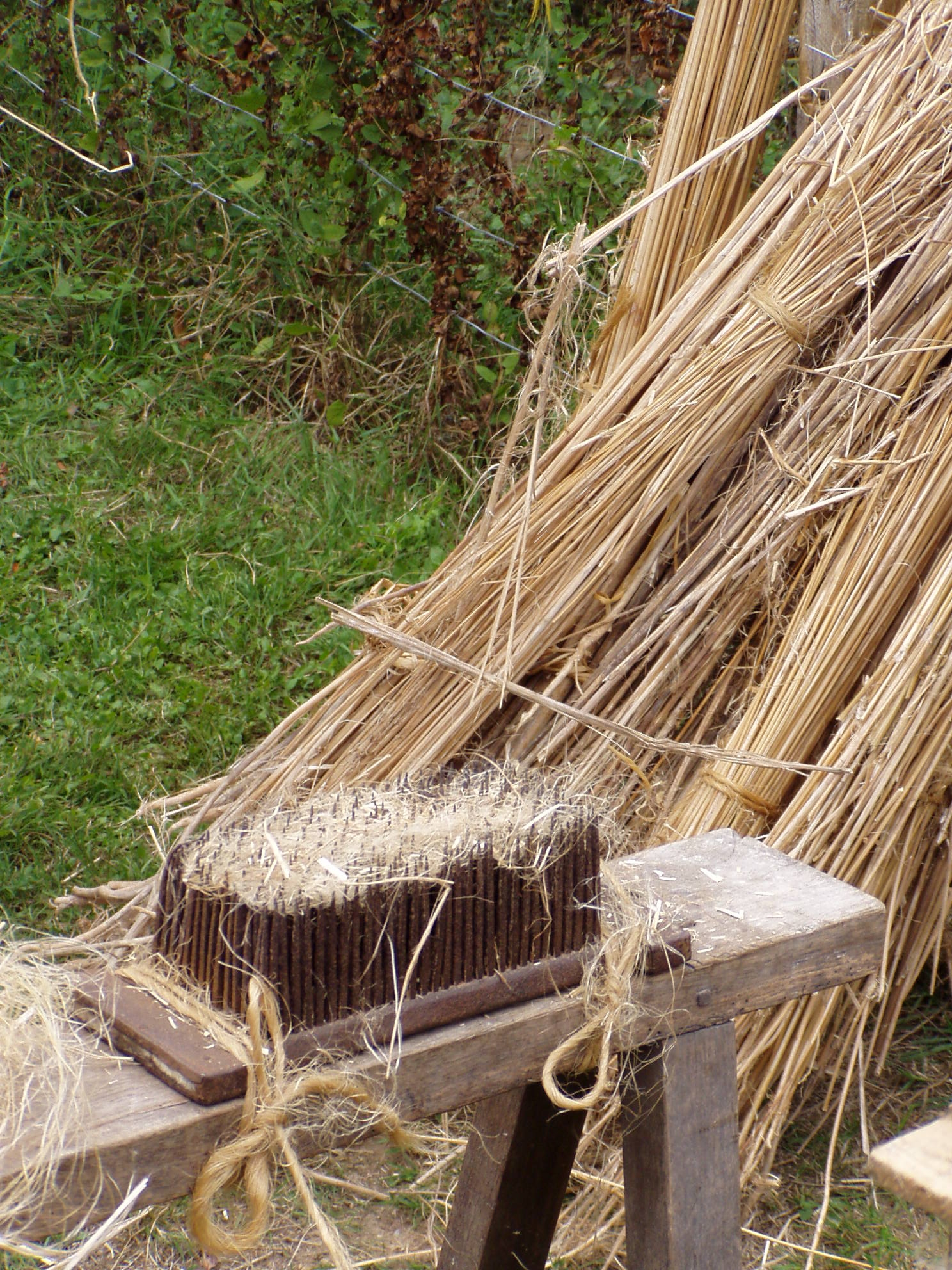
Un séran (peigne à démêler le chanvre)

Le peigneur de chanvre intervenait après le rouissage, le broyage et le teillage du chanvre. Son activité consistait à sérancer la filasse, c’est-à-dire à la démêler et à la diviser.
Dans certaines régions, c'était un ouvrier itinérant allant de ferme en ferme et de village en village, travaillant souvent en équipe.
Le peigneur de chanvre, qui fut longtemps un personnage familier dans les campagnes, disparut à l’aube du XXe siècle avec la fin de la culture du chanvre. Issus souvent de territoires où manquaient les ressources en hiver, ils prenaient la route après le travail de récolte de l'été et d'entretien de l'automne, en octobre, pour une ou deux itinérances, revenant pour Noël et repartant parfois, un mois, en mars.
En Haut-Bugey, les peigneurs de chanvre ambulants usaient d’une langue secrète, le « bello »  inventée pour déjouer la curiosité de l’étranger,,. En langage bello, eau-de-vie se disait « bran de paille », lait : « collant », feu : « roubic ». Cette langue a disparu avec la profession. Elle fut étudiée, entre autres, par Albert Dauzat, qui remonta ses origines aux anciens argots de malfaiteurs, notamment au « furbesco » italien. Les langues secrètes de ramoneurs savoyards ou des chaudronniers piémontais semblaient également avoir des origines communes.  
Les peigneurs de chanvre ambulants originaires du Val Pô, sur le versant italien des Alpes, possédaient également un langage secret.

## Outillage
- un couteau à tranchant émoussé et à lame cintrée en forme de C, le “ferret” ou gratin qui servait à assouplir l’écorce du chanvre et à la débarrasser des grosses impuretés
- un jeu de peignes aux dents d’acier  plus ou moins resserrées, très souples, de 8 à 10 cm de longueur, fixées à un coussinet en bois, (appelé "peno" ou "brito", en patois bugiste[13] et séran, en Sologne[4] ) qui la démêlaient et la divisaient en fibres très minces :
  - « lo gro peno » (en patois bugiste), aux dents longues, fortes et espacées, servait à dégrossir la fibre
  - « lo pletie peno » (en patois bugiste), aux dents plus courtes, plus fines et plus affilées permettait l’affinage